# Radmanovo
Radmanovo (em cirílico: Радманово) é uma vila da Sérvia localizada no município de Brus, pertencente ao distrito de Rasina. A sua população era de 125 habitantes segundo o censo de 2011.

## Demografia
| 1948 | 1953 | 1961 | 1971 | 1981 | 1991 | 2002 | 2011 |
| ---- | ---- | ---- | ---- | ---- | ---- | ---- | ---- |
| 146  | 164  | 186  | 182  | 157  | 158  | 132  | 125  |